# مغنية (ولاية تلمسان)
مغنية مدينة جزائرية بولاية تلمسان.

## التسمية
مغنية هي على اسم امرأة قيّمة وشديدة الورع من شدة إيمانها كانت تحج باستمرار سنويا تذهب مع قوافل الحجاج، وفي إحدى المرات توقفت القافلة في هذه المنطقة فأعجبت بها الحاجة مغنية إعجابا شديدا وعندما عادت من الحج قررت البقاء في هذا المكان والإقامة فيه، وفعلاً بقيت فيه حتى ماتت وتركت سلالة من بعدها فتكونت القرية من حول بيتها في بادئ الأمر ثم حول قبرها، وحملت اسمها أيضا، وما زالت سلالة الحاجة مغنية موجودة في القرية.

## جغرافيا
تقع في الشمال الغربي على منبسط امتداد «أنجاد» وفي اتجاه مسالك الطرق التي تشق السهول المترامية الأطراف وجبال فلاوسن وسلسلة- ترارة طوماي- الممتدة إلى جبال بني زناسن نحو البحر الأبيض المتوسط شمالا وسلسلة جبال عصفور جنوبا، ونحو مدينة وجدة وجرسيف وتازة غربا، وتلمسان شرقا، تتربع على مساحة 294 كم2 وبها كثافة سكانية تقدر بـ 96.302 نسمة حسب إحصائيات سنة 1998. مدينة مغنية إداريا يحدها شمالا: بلدية السواني، من الجهة الجنوبية بلدية بني بوسعيد، ومن الشرق حمام بوغرارة وغربا المغرب.

### التضاريس
تعد مدينة مغنية أهم مركز في أقصى غرب البلاد وهي من ناحية تشكل بداية لسهل «التريفة» الكبير وانتهاء بالهضاب الغابية لصبرة ويحد هذا السهل من الجنوب جبال «دقلــن» و«جبل عصفور» ومن الشمال المرتفعات المؤدية إلى البحر.

### المناخ
بالرغم من المسافة القصيرة التي تفصلها عن البحر فإن ناحية مغنية تمتاز بمناخ قاس يتميز بشتاء بارد وممطر من شهر أكتوبر إلى غاية شهر مارس وبعدم انتظام الأمطار والجليد من جهة، وبصيف حار وجاف من شهر جوان إلى سبتمبر وهذا ما يضفي على المنطقة مناخ شبه جاف وتعتبر مغياثية مغنية متوسطة، تتراوح ما بين 350 مم و 400 مم في السنة، ودرجة الحرارة متوسطة تصل إلى 18° شتاء و 29 °/30° صيفا.
| البيانات المناخية لـ{{{location}}} | البيانات المناخية لـ{{{location}}} | البيانات المناخية لـ{{{location}}} | البيانات المناخية لـ{{{location}}} | البيانات المناخية لـ{{{location}}} | البيانات المناخية لـ{{{location}}} | البيانات المناخية لـ{{{location}}} | البيانات المناخية لـ{{{location}}} | البيانات المناخية لـ{{{location}}} | البيانات المناخية لـ{{{location}}} | البيانات المناخية لـ{{{location}}} | البيانات المناخية لـ{{{location}}} | البيانات المناخية لـ{{{location}}} | البيانات المناخية لـ{{{location}}} |
| الشهر                              | يناير                              | فبراير                             | مارس                               | أبريل                              | مايو                               | يونيو                              | يوليو                              | أغسطس                              | سبتمبر                             | أكتوبر                             | نوفمبر                             | ديسمبر                             | المعدل السنوي                      |
| ---------------------------------- | ---------------------------------- | ---------------------------------- | ---------------------------------- | ---------------------------------- | ---------------------------------- | ---------------------------------- | ---------------------------------- | ---------------------------------- | ---------------------------------- | ---------------------------------- | ---------------------------------- | ---------------------------------- | ---------------------------------- |
| [بحاجة لمصدر]                      |                                    |                                    |                                    |                                    |                                    |                                    |                                    |                                    |                                    |                                    |                                    |                                    |                                    |

## تاريخ

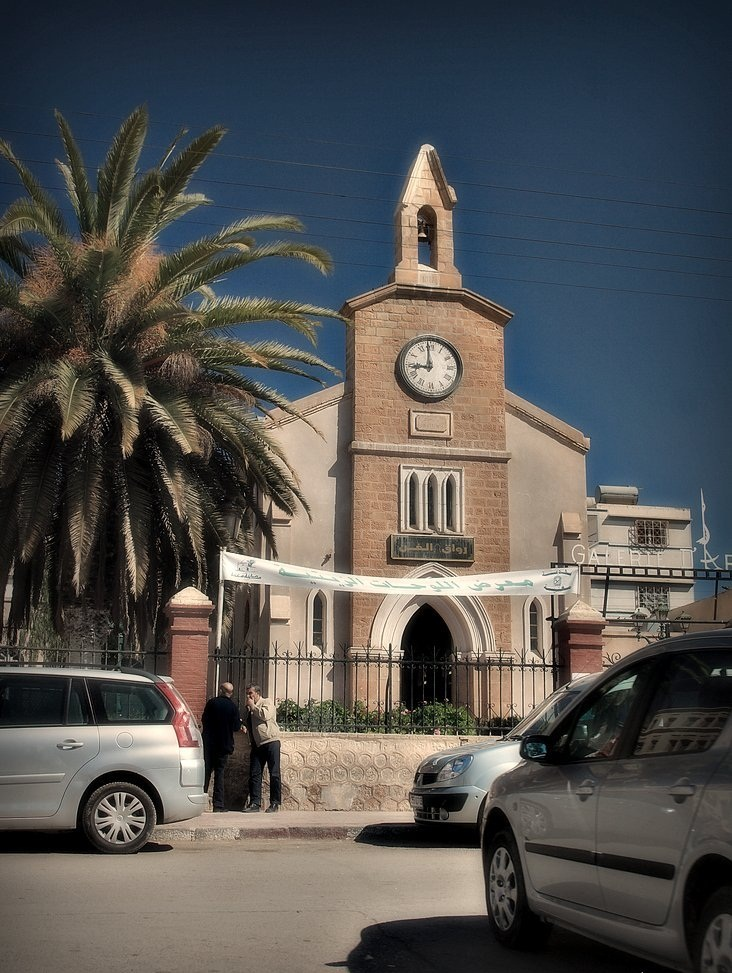
الكنيسة سابقا

### الحقبة الرومانية
أصبحت مغنية قلعة أو ثكنة عسكرية إبان الاحتلال الروماني للجزائر وأطلق عليها اسم نوميروس سيروروم NUMERUS SYRORUM بمعنى «سير» نسبة إلى الجيوش التي جيء بها إلى المنطقة من بلاد الشام.
مغنية هي على اسم امرأة قيّمة وشديدة الورع من شدة إيمانها كانت تحج باستمرار سنويا تذهب مع قوافل الحجاج، وفي إحدى المرات توقفت القافلة في هذه المنطقة فأعجبت بها الحاجة مغنية إعجابا شديدا وعندما عادت من الحج قررت البقاء في هذا المكان والإقامة فيه، وفعلاً بقيت فيه حتى ماتت وتركت سلالة من بعدها فتكونت القرية من حول بيتها في بادئ الأمر ثم حول قبرها، وحملت اسمها أيضا، وما زالت سلالة الحاجة مغنية موجودة في القرية.

### الحقبةالإسلامية
دخل الإسلام منطقة مغنية خلال القرن السابع ميلادي عن طريق البدو الرحل من القبائل العربية التي استوطنت المنطقة بحثا عن العيش والاستقرار،

### الإحتلال الفرنسي
الدخول الفرنسي إلى مغنية كان سنة 1836 م عن طريق الجنرال «بيدو» والذي أقام فيها ثكنة عسكرية على أنقاض ما تركه الرومان مع بعض الترميمات وحفر الخنادق، وغير الاسم «نوميروس سيروروم NUMERUS SYRORUM» (الثقيلة على اللسان) إلى لآلة مغنية عندما وجد قبة المرأة الصالحة قرب الثكنة وكان ذلك سنة 1844 م. وظلت المدينة «عسكرية» حتى سنة 1922 حين أسس أول مجلس بلدي ذي الأغلبية اليهودية حذفت كلمة «لآلة» واستبدل الاسم بـ: مغنية MAGHNIA حتى لا تكون له دلالة عربية.

## الإقتصاد

### الطابـع الفلاحي
تعتبر مغنية ذات طابع فلاحي، أراضيها خصبة، غنية وقوية الإنتاج والمحصول، وتتشكل هذه الأراضي بشكل مساحات محصورة بين مجالين مختلفين من الناحية البيولوجية «جبال ترارة» شمالا و«جبال تلمسان» جنوبا وتتميز الناحية الجنوبية لمغنية بأرضية مستوية نسبيا (أراضي فلاحية) لا يتجاوز ارتفاعها عن مستوى البحر بـ 300 م، بينما تتميز الناحية الشمالية بكونها جبلية وجد متشعبة (جبال ترارة) ويبلغ ارتفاعها عن مستوى البحر المتوسط بـ 400 م وأعلى نقطة جبلية هي «جبال العرعار» وتصل إلى 544 م.

## شخصيات ولدت بالمدينة
- أحمد بن بلة: الرئيس الأول للجمهورية الجزائرية (1962 - 1965)
- بغداد سايح: شاعر وكاتب مشهور وطنيا ودوليا وحاصد للعديد من الجوائز.
- محمد خميستي: 11 أوت 1930 - 4 ماي 1963 أول وزير الخارجية للجزائر المستقلة.

## وصلات خارجية
- الموقع الرسمي لمديرية السياحة لولاية تلمسان

1. ↑  إحصاء سكان ولاية تلمسان: 2008 . نسخة محفوظة 15 ديسمبر 2017 على موقع واي باك مشين.
2. ↑  GeoNames (بالإنجليزية), 2005, QID:Q830106